# Reattore nucleare europeo ad acqua pressurizzata

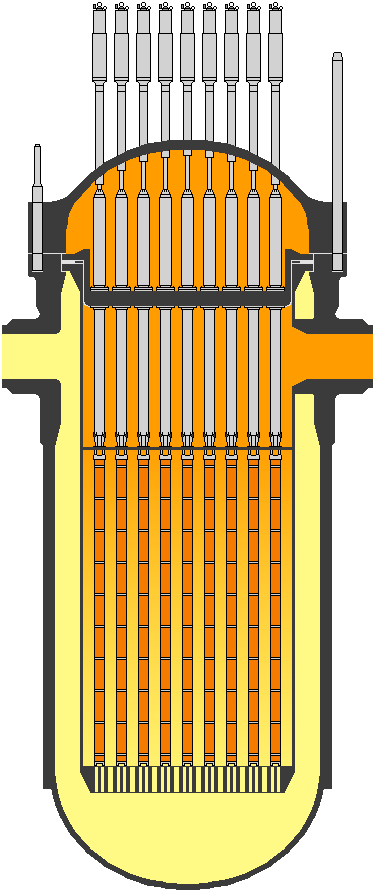
Recipiente in pressione dell'EPR

Il reattore nucleare europeo ad acqua pressurizzata, meglio noto con la sigla EPR (European Pressurized Reactor o Evolutionary Power Reactor), è un reattore nucleare ad acqua in pressione di generazione III+. Con il suo impianto di conversione, è progettato per fornire alla rete elettrica una potenza nominale di circa 1600 MW.
Negli impianti ad acqua in pressione, la refrigerazione del nocciolo e la moderazione dei neutroni vengono ottenuti grazie alla presenza nel nocciolo di acqua naturale (detta anche leggera per distinguerla dall'acqua pesante) in fase totalmente liquida.

## Introduzione e storia
È stato progettato e sviluppato principalmente dalla società francese Areva NP (ex Framatome) ed è al momento prodotto dalla alleanza fra quest'ultima e Siemens. È stato pensato per il mercato europeo, in particolare quello francese dominato dal gruppo EDF, ma è prevista la sua esportazione sia sul mercato cinese, dove sono in costruzione 2 reattori per il sito Taishan 1 nella provincia del Guangdong, che sul mercato USA nella versione US-EPR, sottoposta alla certificazione del progetto da parte dell'ente di controllo NRC alla fine del 2007 e ad oggi (aprile 2010) non ancora autorizzata.

### Prospettive perEPRin Italia
L'EPR potrebbe essere uno dei reattori scelti dall'Italia per un eventuale ritorno al nucleare. Sono state valutate le evoluzioni del PWR di matrice americana (l'AP1000 della Westinghouse) e francese (l'EPR della EDF).
Nel 2008 l'Enel ha avviato una collaborazione di lungo periodo con la EDF con lo scopo di partecipare con quote di minoranza in tutte le 5 centrali EPR di prevista costruzione su suolo francese, permettendo ad EDF una partecipazione di minoranza in 4 centrali da costruirsi in Italia.
Il 24 febbraio 2009 un memorandum of understanding firmato tra Enel ed EDF previde la costruzione di 4 centrali nucleari EPR in Italia, operative tra il 2020 e il 2023, per un totale di 6600 MW. L'Enel ha finora acquistato una partecipazione del 12.5% negli impianti EPR di Flamanville 3 e Penly (24 febbraio 2009). Gli accordi ricadono nel quadro più ampio di una collaborazione di lungo periodo tra Francia e Italia che coinvolga tutta la filiera del nucleare, dalla ricerca alla costruzione (Protocollo di Intesa italo francese per la cooperazione energetica).
Con il referendum abrogativo del 12-13 giugno 2011, il 94.05% dei votanti si è espresso contro il ritorno al nucleare (terzo quesito - abrogazione delle nuove norme che consentono la produzione nel territorio nazionale di energia elettrica nucleare).  Sono stati quindi annullati sia gli accordi intergovernativi Italia-Francia sul ritorno dell'Italia nel nucleare civile, sia la partnership industriale Enel-EDF.

## Scopi del progetto
I principali scopi del progetto dell'EPR sono aumentare la sicurezza e, allo stesso tempo, fornire una migliore competitività economica tramite miglioramenti graduali ai precedenti ed ampiamente collaudati PWR, spinti fino alla taglia di potenza di 1600 MW. Il reattore EPR può utilizzare come combustibili: ossido di uranio arricchito fino al 4.9% in entrata (~3.5% medio considerando gli altri cicli parzialmente bruciati), oppure MOX (miscela di ossidi di uranio e plutonio) fino al 100% del nocciolo.

## Caratteristiche del progetto
| Caratteristiche generali del progetto base |            |
| Potenza termica                            | 4300 MW    |
| Potenza elettrica (netta)                  | 1600 MW    |
| Efficienza elettrica (netta)               | 37%        |
| Fattore di carico (stimato)                | >92%       |
| Vita operativa (stimata)                   | 60 anni    |
| Burnup (massimo)                           | >70 GWd/t  |
| Arricchimento combustibile                 | fino al 5% |

Il progetto del reattore nucleare EPR prevede molteplici sistemi di protezione sia attivi che passivi contro vari tipi di incidente:
- quattro sistemi indipendenti di refrigerazione d'emergenza, ognuno capace da solo di refrigerare il nocciolo del reattore dopo il suo spegnimento;
- un contenimento metallico attorno al reattore, a tenuta per le eventuali fuoriuscite di materiale radioattivo in caso di incidente con rottura del circuito primario;
- un contenitore (core catcher) ed un'area di raffreddamento passivo del materiale fuso, nell'improbabile evento che il nocciolo di combustibile nucleare radioattivo fuso possa fuoriuscire dal recipiente in pressione (vedere edificio di contenimento);
- doppia parete esterna in calcestruzzo armato, con uno spessore totale di 2,6 metri, progettata per resistere all'impatto diretto di un grosso aereo di linea

### Difetti nel progetto dei componenti di controllo e sicurezza (risolti)
Il 2 novembre 2009 le Autorità di Sicurezza Nucleare francese (ASN), inglese (HSE/ND) e finlandese (STUK) hanno riscontrato congiuntamente difetti di progettazione nei sistemi di controllo. È infatti stato rilevato che i sistemi d'emergenza (usati per mantenere il controllo fuori dalle normali condizioni di operatività) e quelli di controllo (usati normalmente) non sono sufficientemente indipendenti l'uno all'altro. Poiché i sistemi d'emergenza hanno lo scopo di garantire la sicurezza nel caso in cui i sistemi di controllo falliscano o abbiano dei guasti, le tre autorità hanno chiesto di apportare migliorie al progetto. Nel documento si legge: "Questo è un buon esempio di come le autorità di regolamentazione indipendenti che lavorano insieme possono promuovere una comprensione e un'applicazione condivisa degli standard internazionali esistenti, e promuovere l'armonizzazione degli standard normativi e la costruzione di progetti di reattori con i più alti livelli di sicurezza".

## Reattori in costruzione

### Taishan (Guangdong, Cina)
La cerimonia di inizio lavori sul sito di Taishan si è tenuta il 26 agosto 2008 alla presenza del Governatore della provincia di Guangdong e di alcuni rappresentanti dell'Areva. I due reattori in questa centrale cinese presumibilmente saranno i primi EPR in costruzione fuori Europa. La costruzione del primo reattore è iniziata nel mese di ottobre 2009, quella del secondo nell'aprile 2010.

### Olkiluoto 3 (Finlandia)
Il terzo reattore alla Centrale nucleare di Olkiluoto, che inizialmente aveva entrata in servizio prevista per il 2009, è il primo reattore EPR ad essere costruito nel mondo. La costruzione è uno sforzo congiunto della francese Areva e della tedesca Siemens AG attraverso la loro sussidiaria comune Areva NP. Il costo previsto all'atto del contratto per l'impianto era di circa 3,2 miliardi di euro senza contare le altre strutture logistiche, ma nel corso degli anni questo importo è cresciuto a più riprese fino all'ultima stima di agosto 2009 da parte di Areva, secondo cui il costo finale dell'impianto dovrebbe ammontare a 5,3 miliardi di Euro.
In riferimento a problemi di controllo qualità del calcestruzzo utilizzato durante la costruzione delle fondamenta della centrale, nel 2006 sono stati annunciati ritardi di circa 1 anno per l'ultimazione della centrale stessa. I ritardi sono stati causati in parte dalla mancanza di supervisione del lavoro dei subappaltatori addetti alla costruzione. Difficoltà e ritardi secondo Areva derivano in particolare nell'essere l'impianto il primo del suo genere mai costruito e dalle modalità specifiche del processo autorizzativo finlandese che prevede sia l'approvazione della documentazione tecnica da parte del cliente sia l'approvazione dei progetti dettagliati di impianto da parte dell'autorità di sicurezza finlandese durante lo svolgimento dei lavori.
È seguita una fase di rallentamento: nel 2009 Siemens aveva annunciato di voler abbandonare il progetto; nel settembre 2014, i costruttori Areva e Siemens avevano annunciato che l'impianto non avrebbe potuto essere avviato prima del tardo 2018. Evidenziavano le difficoltà nell'approvazione del progetto da parte del committente TVO, che aveva ribattuto evidenziando e tempistiche di progettazione eccessivamente lunghe da parte dei costruttori.
Il 21 dicembre 2021 il reattore ha raggiunto la criticità. La prima produzione di elettricità (500MWe) era prevista per fine gennaio 2022 e a giugno 2022 era previsto che iniziasse la produzione commerciale. Per problemi tecnici il reattore è entrato in funzione nell'aprile 2023.

### Flamanville 3 (Francia)
La prima colata di calcestruzzo per il terzo edificio reattore alla Centrale nucleare di Flamanville è del 6 dicembre 2007. Questa sarà la terza unità nella centrale di Flamanville ed il secondo impianto EPR mai costruito. La potenza elettrica fornita sarà di circa 1600 MWe e si stima un costo di 3,3 miliardi di euro.
Tuttavia nel dicembre 2008, dopo solo un anno dall'inizio del cantiere, è stato annunciato un aumento dei costi di circa il 21%, fino a quasi 4 miliardi di €.
Nel seguito è riportata brevemente la storia della progettazione dell'impianto:
- Dal 9 ottobre del 2005 fino al 18 febbraio del 2006, il progetto venne sottoposto al dibattito pubblico nazionale previsto dalla normativa francese.
- Il 4 maggio del 2006 la giunta direttiva della EDF decise di continuare con la costruzione.
- Nell'estate del 2006 l'unità venne sottoposta ad una serie di inchieste pubbliche, con indagini da parte di terze parti e pubblicazione dei dati e costi costruttivi sui mezzi di comunicazione, e successivo sondaggio che fornì una "opinione favorevole" sul progetto .
- Nell'estate del 2006 cominciano i lavori di preparazione sul sito.
- Nel dicembre 2007 comincia la costruzione dell'unità propriamente detta. Si prevede che la costruzione abbia una durata di 54 mesi.
- Il piano prevede che l'entrata in funzione del terzo reattore di Flamanville avvenga nel 2012.[24]

Inizialmente, la proprietà dell'impianto di Flamanville 3 era al 12,5% dell'Enel, così come le successive 5 unità EPR che verranno realizzate in Francia, secondo quanto previsto dall'accordo del 2008 fra Enel ed EDF. Tuttavia nel dicembre 2012 Enel esce dal progetto chiedendo il rimborso delle spese anticipate.
Nel 2016 i costi erano stimati a 10,5 miliardi di euro (poco più di tre volte il costo iniziale stimato) e l'avvio è stato posticipato a fine 2018.
Nel 2024 i costi stimati sono ulteriormente lievitati e sono stimati a 19,1 miliardi di euro (quasi sei volte il costo iniziale) e il tempo di messa in funzione è aumentato di quattro volte rispetto alle previsioni iniziali.

## Reattori pianificati e proposti
Nota: Sono indicate solo nazioni con almeno 1 reattore classificato pianificato, sono escluse quelle con reattori classificati solamente proposti.

### India
Sono pianificati 2 reattori (ed altri 4 proposti) presso il sito di Jaitapur; l'inizio della costruzione dei primi 2 è prevista per il 2012 mentre la seconda coppia di reattori è prevista per il 2016; per la terza coppia non è prevista ancora una data di inizio lavori.

### Regno Unito
La controllata inglese di EDF, British Energy, ad agosto 2010 proporrà l'installazione di due reattori presso l'esistente centrale di Hinkley Point. Con una presentazione del progetto in agosto, EDF ipotizza di poter iniziare a preparare il terreno dalla fine del 2010 (usando un permesso locale) e spera di ottenere l'approvazione del piano d'insediamento per la prima metà del 2011. A valle dell'approvazione, EDF conta di iniziare la realizzazione del primo reattore a partire dal 2012 perché sia pronto per la produzione dal 2017. Il secondo reattore è ipotizzato per la produzione dopo 18 mesi dal primo. All'inizio del 2011 EDF proporrà la realizzazione di un'altra unità EPR a Sizewell, a cui potrebbe seguire un secondo reattore

## Reattori annullati

### Stati Uniti d'America
La compagnia statunitense AmerenUE nel 2007 si era detta intenzionata a realizzare un reattore EPR in Missouri nel sito di Callaway ed aveva sottoposto una richiesta preliminare alle autorità nel 2008. Tuttavia a metà 2009 ha rinunciato alla realizzazione per ragioni economiche e regolamentari: attualmente infatti il progetto EPR non è stata ancora certificato dall'Agenzia per la sicurezza nucleare statunitense (NRC) e l'incertezza dell'esito preclude ovviamente di pianificare la costruzione di questo tipo di reattori negli USA. La AmerenUE ha dichiarato che finanziariamente il progetto non è realizzabile: le normative del Missouri vietano infatti alle compagnie elettriche di alzare preventivamente le bollette per reperire il capitale necessario all'investimento e pertanto la spesa di circa 6 miliardi di dollari non è sostenibile.

## L'EPR nel mondo
Tutti i dati della tabella sono aggiornati a marzo 2022.
| Reattori operativi |                    |                    |                                    |                                   |                        |
| Centrale | Potenza netta (MW) | Inizio costruzione | Allacciamento alla rete            | Produzione commerciale            | Dismissione (prevista) |
| Taishan (Cina) (Reattore 1) | 1660               | 28 ottobre 2009    | 29 giugno 2018                     | 13 dicembre 2018                  |                        |
| Taishan (Cina) (Reattore 2) | 1660               | 15 aprile 2010     | 25 giugno 2019                     | 7 settembre 2019                  |                        |
| Olkiluoto (Finlandia) (Reattore 3) | 1600               | 12 agosto 2005     | 12 marzo 2022                      | luglio 2022                       |                        |
| Reattori in costruzione |                    |                    |                                    |                                   |                        |
| Centrale | Potenza netta (MW) | Inizio costruzione | Allacciamento alla rete (previsto) | Produzione commerciale (previsto) | Costo (stimato)        |
| Flamanville (Francia) (Reattore 3) | 1600               | 3 dicembre 2007    | ?                                  | ?                                 | 19.1 miliardi €        |
| Hinkley Point (Regno Unito) (Reattore C1) | 1630               | 11 dicembre 2018   | 2026                               | 2026                              |                        |
| Hinkley Point (Regno Unito) (Reattore C2) | 1630               | 12 dicembre 2019   | 2027                               | 2027                              |                        |
| Reattori pianificati ed in fase di proposta |                    |                    |                                    |                                   |                        |
| Programmati: Nel Regno Unito, in India Proposti: svariati reattori negli Stati Uniti d'America, in India e nel Regno Unito in opzione agli AP1000. In discussione in altre nazioni. |                    |                    |                                    |                                   |                        |
| NOTE: - Molte agenzie per la sicurezza nucleare stanno ancora valutando il design dell'EPR per essere poi adottato nelle proprie nazioni e quindi al momento non sono potuti iniziare che i lavori di pochi reattori. - Molti Stati o compagnie elettriche sono interessati a questa tipologia di reattore. |                    |                    |                                    |                                   |                        |